# 戶井町
戶井町（日语：／ Toi chō */?）是過去位於北海道渡島支廳東南部的一個以漁業和養殖業為主城鎮，是北海道距離本州最近的地方；已於2004年12月1日與惠山町、椴法華村、南茅部町同時併入函館市，過去的轄區相當於現在的函館市戶井支所的負責範圍。
町名源自阿伊努語的「ci-e-toy-pet」（有食用土的河川）或「toy-o-i」（食用土多的地方）。

## 歷史

### 沿革
- 1902年4月1日：龜田郡戶井村、小安村合併為戶井村，並成為北海道二級村。[1] [2]
- 1919年4月1日：成為北海道一級村
- 1968年10月1日：改制為戶井町。
- 2004年12月1日：與龜田郡惠山町、椴法華村、茅部郡南茅部町一同被併入函館市。

## 交通

### 航空
- 函館機場（位於函館市）

### 道路
一般國道
- 國道278號

## 觀光景點
- 汐首岬（北海道與本州距離最近的地點，距離17.5公里）

## 教育

### 高等學校
- 道立北海道戶井高等學校

### 中學校
- 戶井町立潮光中學校

| - 戶井町立日新中學校 |

### 小學校
- 戶井町立戶井西小學校

| - 戶井町立日新小學校 |

## 姊妹市・友好都市

### 日本
- 大間町（青森縣下北郡）

## 外部連結
- （日語）函館市戶井支所